# Ludvík Lacina
Ludvík Lacina (25. července 1868 Nedakonice – 15. července 1928 Valašské Meziříčí), byl český katolický kněz, vojenský kaplan, major ve výslužbě, vysvěcený a působící ve Slovinsku v diecézi Görz (Gorica), stal se podkladem pro literární postavu románu Jaroslav Haška.

## Život
Narodil se v Nedakonicích na Uherskohradišťsku. Byl synem Ludvíka Laciny, učitele v Nedakonicích, a Emílie, rozené Pekové, ze Štípy u Zlína. Během Ludvíkova dětství a mládí se rodina několikrát stěhovala. V roce 1877 totiž nastoupil jeho otec jako učitel v Novém Hrozenkově a v roce 1881 se stal řídícím učitelem v Lešné u Valašského Meziříčí, kde působil až do roku 1902. Nakonec se rodina přestěhovala do Krásna nad Bečvou (dnes součást Valašského Meziříčí ), kde se Ludvík Lacina st. opět stal řídícím učitelem a byl také zvolen starostou.
V době, kdy Lacinovi bydleli v Lešné, studoval Ludvík ml. na českém gymnáziu ve Valašském Meziříčí, kde maturoval v roce 1887, a poté nastoupil do kněžského semináře v Olomouci. Po dvou ročnících přestoupil na další bohoslovecká studia do slovinské Gorice, kde byl 18. dubna 1892 vysvěcen na kněze. Po vysvěcení se stal kaplanem v Šempeter pri Gorici. Byl velmi aktivní na kulturním poli, zvláště v muzice. Založil sbor, který vedl až do svého odchodu do Vídně.
Od října 1906 se stal vojenským kaplanem (feldkurat) rakousko-uherské armády.
Materiály z období Lacinova působení jako feldkuráta během I. světové války se nacházejí ve vídeňském válečném archivu.
Podle záznamu o osobním stavu diecéze Görz z roku 1923, kdy je zde poznámka: »cuartus castr.«, lze soudit, že byl stále ještě v činné službě jako vojenský kaplan, ovšem v armádě nového československého státu. Dosvědčují to i další prameny, podle nichž byl po vyhlášení samostatnosti Československa umístěn v Hranicích a ihned vstoupil do armády nově vzniklého státu, kde působil jako vojenský duchovní další tři roky. Dne 3. května 1919 byl povýšen na vrchního polního kuráta a v této funkci postupně působil v Hranicích, Moravské Ostravě, Hradci Králové, Chomutově a Pardubicích. Od 22. ledna 1921 však onemocněl a byl hospitalizován v Pardubicích a v Praze. Nakonec byl 26. srpna 1921 superarbitrován (uznán neschopným další vojenské služby) a k 27. září 1921 odešel do penze. Dosáhl vojenské hodnosti majora. 
Byl vynikajícím hudebníkem a jako zdatný klavírista se objevoval i na koncertním pódiu. Na penzi žil v Krásně nad Bečvou (od roku 1924 součásti Valašského Meziříčí), a to až do své smrti 15. července 1928. Pohřben byl do rodinného hrobu na tamním hřbitově.

## Literární postava
Podle některých indicií je tento feldkurat totožný s literární postavou feldkuráta Ludvíka Laciny ve čtyřdílném románu Jaroslav Haška Osudy dobrého vojáka Švejka za světové války. Jednotlivé postavy tohoto románu většinou mohly mít podklad v reálných osobách, ať už jimi byl hlavní hrdina Josef Švejk nebo ostatní postavy. Bývá o něm uváděno, že se narodil v roce 1868, žil v městečku Krásno nad Bečvou, kde vlastnil reprezentativní vilu.